# Galbena
Galbena falu Romániában, Erdélyben, Fehér megyében.

## Fekvése
Lepus közelében fekvő település.

## Története
Galbena korábban Lepus része volt. 1956 körül vált külön 256 lakossal. 1966-ban 233, 1977-ben 205, 1992-ben 204, 2002-ben pedig 211 román lakosa volt.